# Pelourinho de Esposende
O Pelourinho de Esposende é um monumento localizado na freguesia de Esposende, Marinhas e Gandra, município de Esposende, distrito de Braga, em Portugal.
Encontra-se classificado como Imóvel de Interesse Público desde 1933.

## Localização
O Pelourinho deverá ter estado primitivamente colocado junto da Câmara Municipal, pelo menos até 1925, altura em que, arruinado foi reconstruído no local onde hoje se encontra, o Largo do Pelourinho, antigo largo de Santa Ana.

## Descrição
O actual pelourinho, situado no centro de uma placa ajardinada, consta de uma base de três degraus no cimo da qual assente um plinto com faces tipo almofada. O fuste, oitavado, contém a meio corpo um aro de ferro com argola e no cimo um capitel decorado com motivos florais e cruz de Cristo. Remata em esfera armilar.
Classificado como Imóvel de Interesse Público pelo Decreto nº 23 122, de 11 de Outubro de 1933.